# 奧德林卡
49°50′29″N 35°51′33″E / 49.84139°N 35.85917°E
奧德林卡（烏克蘭語：Одринка）是位於烏克蘭東部的村莊，由哈爾科夫州哈爾科夫區的新沃多拉哈市鎮負責管轄。該村始建於1681年，面積0.23平方公里，海拔高度131米，2001年人口474，人口密度每平方公里2,025.6人。